# Winchester (hrabstwo Winnebago)
Winchester – miasto w Stanach Zjednoczonych, w stanie Wisconsin, w hrabstwie Winnebago.